# Unión (corvette)
 (août 2020).
Le contenu est difficilement compréhensible vu les erreurs de traduction, qui sont peut-être dues à l'utilisation d'un logiciel de traduction automatique.
Pour les articles homonymes, voir Union.
BAP Unión était une corvette de la marine péruvienne, initialement commandée et construite aux chantiers Dubigeon en France pour le gouvernement des États confédérés d'Amérique pendant la Guerre de Sécession et qui, pendant son service a participé à la guerre hispano-sud-américaine (1864-1883) et à la Guerre du Pacifique (1879-1884).

## Construction et achat
Pendant la guerre de Sécession, les États confédérés ont commandé au français Henri Arman de Rivière la construction de quatre croiseurs. Deux ont été réalisés dans son propre chantier naval à Bordeaux, sous les noms d' Osaka et de Yedo, qui devaient s'appeler Louisiane et Mississippi, et les deux autres furent commandés à son partenaire Voruz à Nantes, sous les noms de San Francisco et Shanghai, qui étaient les noms qui cachaient les noms de Texas et Géorgie. En raison de la pression de la diplomatie américaine, les navires ont été sous embargo en 1864 alors qu'ils n'étaient pas encore terminés. Ceux de Bordeaux ont été achetés par la Prusse, alors en guerre avec le Danemark, tandis que ceux de Nantes ont été achetés par le Pérou en prévision d'une éventuelle guerre avec l'Espagne.

## Actions navales

### Guerre civile péruvienne de 1865
Lors de son transfert de la France à Valparaiso, le commandant Miguel Grau, après avoir été endommagé lors d'une tempête, a du faire escale de deux mois à Rio de Janeiro pour subir des réparations.

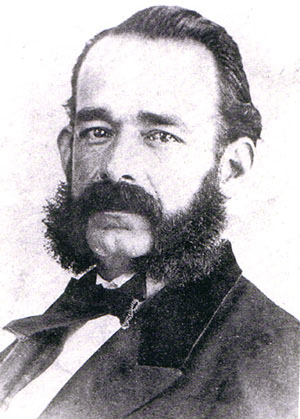
Miguel Grau

Le 6 juillet, il s'est ancrée à Valparaíso et là, son commandant a appris l'état des choses au Pérou. Au Pérou, l'armée rebelle était sous le commandement du capitaine Lizardo Montero, ami d'enfance de Grau et avec qui il avait déjà participé en tant que marins rebelles à la guerre civile péruvienne de 1856-1858. Il s'est joint à la marine rebelle qui était composée de la frégate Amazonas, du transport Lerzundi, de la goélette Tumbes et de la corvette América. L'escadre gouvernementale du président Juan Antonio Pezet avait la frégate Apurímac, le transport Chalaco, la goélette cuirassée Loa blindé et le monitor Victoria. Ces deux dernières batteries flottantes, pour lesquelles il avait décidé de ne pas affronter la marine rebelle, sont restées ancrées à Callao pendant la guerre. L'aspect le plus important de la marine rebelle était le transport de l'armée rebelle du Nord de Huacho à Pisco, en septembre 1865, l' Unión devant affronter Apurimac en haute mer. Finalement, les forces rebelles prennent Lima le 6 novembre 1865, mettant fin à la guerre civile.

### Guerre hispano-sud-américaine (1865-66)
Puis, durant une nouvelle guerre civile péruvienne de 1867), l' Unión soutient le transport des forces du général Prado del Callao à Mollendo. Finalement, Prado quitte la présidence du Pérou le 7 janvier 1868. Une trêve est signée avec l'Espagne en 1871 et la paix définitive est signée en 1879.

### Campagne contre le Huáscar en 1877
Un événement important dans la marine péruvienne a été le soulèvement de Huáscar en 1877. Les partisans de Nicolás de Piérola avaient capturé le monitor Huáscar dans la nuit du 6 mai 1877. Le gouvernement du général Mariano Ignacio Prado a formé une division navale pour soumettre le monitor rebelle. La division était sous le commandement du capitaine Juan Guillermo More, composé de la frégate blindée Independencia, la corvette Unión , du monitor Atahualpa et du transport Limeña, qui remorquait au moniteur.
La division navale a quitté Callao le 11 mai et a rencontré la canonnière Pilcomayo à Iquique. Le 28 mai, elle affronte Huáscar au Combat de Punta Pichalo, sans succès. Finalement, le Huáscar se rendit à l'escadre péruvienne le 31 mai.

### Guerre du Pacifique (1879-1884)
Lors de sa dernière expédition en 1880, pour la rupture du blocus d'Arica, l' Unión a été enfermée à Callao. Lors du bombardement du 22 avril, sa cheminée a été percée et a eu subi d'autres dégâts. Au milieu de 1880, ses canons sont démantelés et plusieurs sont utilisés pour tirer sur la colline de San Cristóbal avant un éventuel débarquement chilien à Ancón.
Enfin, le 16 janvier 1881, l' Unión et d'autres navires de la marine péruvienne ont été coulés à Callao pour les empêcher de tomber entre les mains des Chiliens, après la fin de la campagne de Lima. Bloquée au nord de la baie de Callao, sa poupe partiellement brûlée et ses machines détruites, le navire est resté échoué.

### Ultérieurement

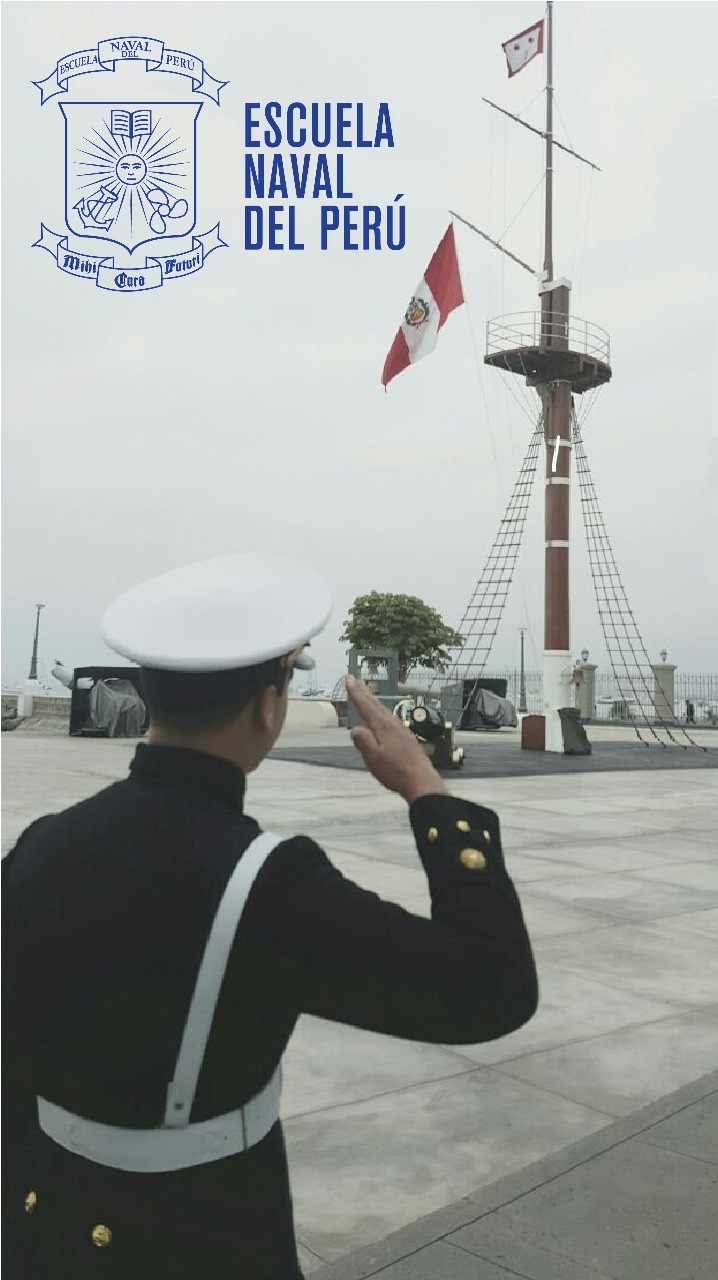
École navale du Pérou

Comme le grand mât de la corvette a émergé depuis plusieurs années après dans la bouche de Río Rímac, le directeur de l'École Navale du Pérou, le capitaine Ernesto Caballero et Ballasts, l'a fait installé dans la cour de l'entrée principale du Centre d'enseignement supérieur où les officiers de la marine péruvienne sont formés année après année. Depuis lors, la porte principale de ladite école navale a été renommée Puerta Unión pour rappeler aux cadets la performance de la marine péruvienne dans la guerre du Pacifique.